# 33896 Hickson
33896 Hickson este o planetă minoră (asteroid), cu un diametru de 2,553 km, din centura de asteroizi. A fost descoperită pe 30 mai 2000 la Stația Anderson Mesa de Lowell Observatory Near-Earth-Object Search. 
Obiectul prezintă o orbită caracterizată de o semiaxă mare de 1,9255487 UAi, o excentricitate de 0,06, o înclinație de 23,24823 ° în raport cu ecliptica.